# Dagli'Brugsen
Dagli'Brugsen er en dansk kæde af mindre supermarkeder ejet af Coop Danmark.
Kæden, der blev grundlagt i 1992 , består pr. januar 2023 af 314 butikker over hele landet, primært beliggende i mindre byer og beboelsesområder i de større byer. Butikkerne er forholdsvist små, men har et bredere sortiment end discountbutikker. Alle butikkerne holder åbent alle ugens dage.
I januar 2023 annoncerede Coop, sammen med en større omlægning af SuperBrugsen, Irma og Kvickly-butikkerne til blot Coop, at Dagli'Brugsen på sigt vil blive omdøbt til Brugsen.
I september 2024 annonceredes at dette skift allerede er foretagtet for 55 butikker, og at yderligere 45 vil skifte indenfor en 3 måneders periode. Samtidigt igangsættes en kampagne der kommunikerer dette. Planen er at alle 300 butikker vil skifte navn indenfor de kommende 2 år, og Dagli'Brugsen vil dermed være edenligt udfaset omkring september 2026.